# موسونية
الموسونية (الاسم العلمي: Moussonia) هي جنس من النباتات تتبع الفصيلة الغزنرية من رتبة الشفويات.

## أنواع الموسونية
- موسونية أليفة الصخور
- موسونية أنيقة
- موسونية ثلاثية الأزهار
- موسونية جاليسكانية
- موسونية خشنة الأوبار
- موسونية زباء
- موسونية شجيرية
- موسونية شمالية
- موسونية عريضة
- موسونية مملدة
- موسونية منشارية
- موسونية جميلة
- موسونية لاطئة الأوراق